# 전일본 태권도 협회
전일본 태권도 협회(일본어: 全日本テコンドー協会 젠니혼테콘도쿄카이[*], 영어: All Japan Taekwondo Association, AJTA)는 일본의 태권도 종목 행정을 총괄하는 스포츠 행정 기구이다. 일본에서 태권도를 감독하고 대표하는 단체로, 2005년 현재의 형태로 설립되었다. 2019년 5월부터 일본 올림픽 위원회의 위원이 되었고  2019년 7월부터 일본 스포츠 협회에 가입하지 않은 상태이다.

## 참고 문헌
- “전일본 태권도 협회” (영어). 세계 태권도 연맹.